# Финал Кубка Беларуси по футболу 2023
Финал Кубка Белоруссии по футболу 2023 — финальный матч 32-го розыгрыша этого футбольного турнира.
Финальный матч состоится 28 мая 2023 года в Минске на Национальном Олимпийском стадионе «Динамо». В нём сыграли борисовский БАТЭ и жодинское Торпедо-БелАЗ.
Победитель сыграет в матче за Суперкубок Беларуси 2024 с командой, которая станет победителем Высшей лиги чемпионата Беларуси сезона 2023 года.
Победитель матча также получит право выступления в Лиге Конференций 2023/24.

## Участники
| Команда        | Предыдущие выступления в финале (победы выделены жирным шрифтом)     |
| -------------- | -------------------------------------------------------------------- |
| БАТЭ (Борисов) | 11 (2002, 2005 2006, 2007, 2010, 2015, 2016, 2018, 2020, 2021, 2022) |
| Торпедо-БелАЗ  | 2 (2010, 2016)                                                       |

- БАТЭ вышел в финал в 12 раз в истории (национальный рекорд), 7 раз за последние 9 лет и 4 раз подряд.
- Торпедо-БелАЗ вышло в финал в 3 раз в истории. Все три раза соперником жодинцев был БАТЭ.
- Эти команды встретятся в финале в третий раз в истории: в 2010 году БАТЭ выиграл со счётом 5:0, а в 2016 трофей завоевало Торпедо-БелАЗ, одержав победу в серии послематчевых пенальти.

## Путь к финалу
См. также: Кубок Белоруссии по футболу 2022/2023 

| БАТЭ                 | БАТЭ                | Раунд       | Торпедо              | Торпедо              |
| -------------------- | ------------------- | ----------- | -------------------- | -------------------- |
| Оппонент             | Результат           |             | Оппонент             | Результат            |
| Стэнлес (Пинск) (Д3) | 2:1                 | 1/16 финала | Жодино-Южное (Д3)    | 2:0                  |
| РЦОР-БГУ             | 2:0                 | 1/8 финала  | Ислочь (Минский р-н) | 1:0                  |
| Белшина (Бобруйск)   | 5:0, 5:0            | 1/4 финала  | Шахтёр (Солигорск)   | 2:1, 0:1, (пен. 5:3) |
| Неман (Гродно)       | 1:1, 0:0 (пен. 5:4) | Полуфинал   | Славия-Мозырь        | 1:0, 0:0             |
|                      |                     |             |                      |                      |

## Отчёт о матче
| БАТЭ | 0 : 2 | Торпедо-БелАЗ |
| ---- | ----- | ------------- |
|      |       |               |